# Gulnara (avviso)
Il Gulnara è stato un avviso a ruote della Regia Marina, già della Marina del Regno di Sardegna.

## Premesse
Nella storia delle flotte italiane dei secoli passati, la Marina da guerra sabauda rappresentava un'entità quasi trascurabile. Il piccolo Stato sabaudo, con la stretta finestra sul Mediterraneo costituita dal litorale di Nizza, non aveva grossi interessi marittimi e non aveva quindi dedicato grosse risorse alla Marina, neanche dopo l'acquisto della Sicilia, peraltro scambiata dopo pochi anni con la Sardegna. Solo quando la Rivoluzione francese costrinse i Savoia a trasferirsi in Sardegna, con l'occupazione di parte dei suoi territori piemontesi, si comprese la necessità di avere una, sia pur esigua, flotta. Questa, durante il periodo di permanenza dei Savoia nell'isola, fu utilizzata per reprimere il contrabbando e difendere le coste dai corsari africani.
Dopo la caduta di Napoleone i Re di Sardegna rientrarono in possesso dei loro territori nel continente, con l'aggiunta della Liguria, fatto questo che costrinse il Regno a potenziare la propria flotta.
All'inizio dell'Ottocento vi fu lo sviluppo rapidissimo della nave a vapore. Le prime navi militari furono piccole unità, come avvisi, esploratori e rimorchiatori per grossi vascelli in assenza di vento. Tra le marine italiane quella sarda fu la prima ad acquistare una nave a vapore.

## Caratteristiche
Prima nave da guerra a vapore del Regno di Sardegna, il Gulnara, detto «pacchetto postale» – benché nave da guerra, appartenente alla Marina sarda e provvisto di un sia pur scarso armamento, infatti, l'avviso era stato concepito soprattutto per l'utilizzo come piroscafo postale per il trasporto di merci e passeggeri –, venne ordinato ai cantieri inglesi di Blackwall nel 1832 e costruito in tre anni. Nel 1837 al Gulnara di aggiunse un'unità gemella, l'Ichnusa, costruita nei cantieri genovesi della Foce sugli stessi piani.
L'apparato motore delle due unità della classe Gulnara era costituito da una macchina alternativa a vapore a cilindri oscillanti prodotta dalla ditta Fawcett & Preston di Liverpool, che, alimentata da una singola caldaia, imprimeva la potenza di 90 hp (66 kW) indicati a due ruote a pale laterali, permettendo una velocità di 7 nodi. Ogni ruota aveva dodici bracci, otto dei quali muniti di doppie pale fissate alla struttura e non rimovibili, mentre i restanti quattro avevano pale composte da un solo pezzo (e lievemente più corte, in modo da mantenere un'eguale superficie complessiva) connesse a cerniera all'estremità del braccio, ed abbattibili mediante lo sfilamento di un perno asportabile sito nella parte superiore. In tal modo, quando le navi navigavano a vela (avevano infatti due alberi, trinchetto e maestra, armati a brigantino goletta, il primo a vele quadre ed il secondo a vele auriche), le ruote venivano immobilizzate in maniera tale che i bracci immersi fossero i quattro con pale abbattibili, permettendo così di abbattere o rimuovere tali pale, in modo da eliminarne la resistenza all'acqua.
L'armamento di Gulnara ed Ichnusa era molto ridotto, limitandosi a quattro grossi cannoni ad avancarica, in ferro ed a canna liscia, da 200 mm (80 libbre piemontesi di palla). Nel 1861 l'armamento venne mutato in un cannone in ferro ed a canna liscia da 40 libbre e due cannoni-obici da 60 libbre, anch'essi in ferro ed a canna liscia.
Le due navi erano sostanzialmente uguali, con il Gulnara che era di dieci centimetri più corto dell'Ichnusa. Un'altra piccola differenza era costituita dai casotti ai lati dei tamburi: essi vennero aggiunti in un secondo tempo sul Gulnara, mentre l'Ichnusa ne rimase privo. Oltre che per il collegamento tra Liguria e Sardegna, i due avvisi erano spesso utilizzati anche dalla Squadra Navale per compiti di rimorchio, per i quali erano particolarmente indicati.
Il Gulnara è una delle poche navi, tra le prime unità della Regia Marina, di cui si siano conservati i piani costruttivi: essi furono infatti rilevati da ufficiali francesi del Corpo del Genio durante una sosta dell'avviso nell'Arsenale di Tolone, nel 1837 (in tali piani il Gulnara appare con armamento a velico a goletta invece che a brigantino goletta, e privo di casotti ai lati dei tamburi, aggiunti in seguito), venendo poi pubblicati nell'Atlas du Genie Maritime del 1840 a cura dell'ingegnere della Marina francese A. Campagnac.

## Storia
Impostato nel 1832 nei cantieri londinesi di Blackwall, l'avviso, varato nel dicembre 1834 e completato nell'aprile 1835, ricevette il nome di Gulnara, derivato dal poema Il Corsaro di George Byron (così si chiamava, infatti, la schiava amata dal corsaro dell'omonimo poema), opera allora molto in voga. L'equipaggio per la costruenda unità venne trasportato in Inghilterra dalla fregata a vela Regina. Lasciata Londra al comando del luogotenente di vascello Castagneouz, l'avviso arrivò a Genova il 15 maggio 1835.

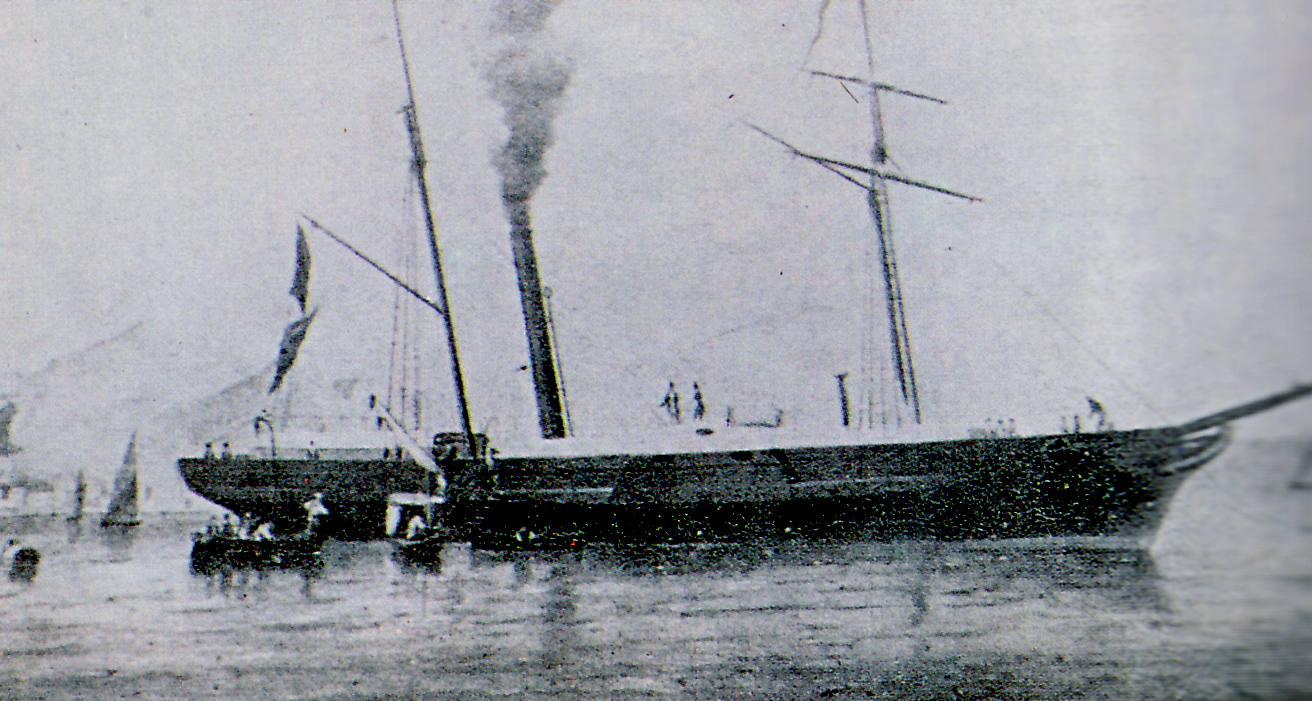
Il Gulnara nel 1835.

 Dal 1835 al maggio 1848 la nave, così come l'Ichnusa, venne impiegata nel servizio di collegamento postale e trasporto merci e passeggeri tra Genova, Cagliari e Porto Torres (servizio di competenza della Marina, per legge). Le due navi, che svolgevano servizio quindicinale, introdussero un notevole miglioramento nei collegamenti con la Sardegna, fino ad allora effettuati solo da velieri.
In questo periodo, nel 1841, fu imbarcato sul Gulnara anche Nino Bixio, in qualità allievo pilota. Nello stesso 1841 le caldaie dell'avviso vennero sostituite con altre, di nuova costruzione, trasportate da Marsiglia dalla corvetta Aquila.
La nave partecipò poi alla prima guerra d'indipendenza: al comando di Antonio Susini Millelire, nel luglio 1848 il Gulnara (che inizialmente non era stato inviato in Adriatico per non sottrarlo ai collegamenti con la Sardegna), insieme al gemello Ichnusa, alla fregata Euridice ed agli avvisi Authion, Goito e Monzambano, venne inviato a rafforzare la squadra sarda che impose il blocco al porto di Trieste, a favore di Venezia insorta. Dal 7 giugno al 14 agosto le navi sardo-piemontesi e ad alcune unità venete, stazionarono al largo di Trieste nell'ambito del blocco navale imposto alla città, importante porto civile e militare austro-ungarico. Tale blocco rimase però sulla carta, dato che la squadra sardo-veneta, giunta davanti a Trieste già il 23 maggio, aveva ricevuto diversi consoli delle nazioni della Confederazione tedesca, i quali affermarono che qualunque atto di guerra contro Trieste sarebbe stato considerato anche contro i loro stati. La squadra italiana rimase pertanto inattiva, e non reagì nemmeno quando, il 6 giugno, la nave ammiraglia San Michele venne colpita di rimbalzo da una palla sparata per provocazione da una fregata austroungarica. Nonostante la formale proclamazione del blocco, avvenuta l'11 giugno, diverse navi nemiche con carichi militari riuscirono ad entrare ed uscire da Trieste senza incontrare ostacoli. Le navi sarde rientrarono a Venezia in agosto e ricevettero l'ordine di ritrasportare in Piemonte via mare il corpo di spedizione sardo-piemontese del generale La Marmora, costituito da circa 2.000 uomini. Tornate ad Ancona il 9 settembre, negli ultimi giorni di ottobre le navi effettuarono una breve puntata su Venezia, per poi tornare rapidamente nel porto marchigiano. La Squadra sarda fu poi fatta rientrare in patria in seguito alla definitiva sconfitta di Novara: il Gulnara, in particolare, rientrò a Genova nell'aprile 1849, trasportando reparti sardi in ritirata da Venezia.
Nel 1850 l'avviso venne inviato ad Alessandria d'Egitto, mentre el marzo 1852 tornò al servizio postale verso la Sardegna ed anche verso Tunisi, sulla linea sperimentale Genova-Cagliari-Tunisi. Tale servizio venne proseguito sino al marzo 1853. Il 7 maggio 1853 il Gulnara venne prestato gratis all'armatore genovese Raffaele Rubattino, per un servizio di linea tra Cagliari e Tunisi.
La nave partecipò poi alla guerra di Crimea, trasportando truppe in Crimea nel luglio 1855 e rientrando dal Bosforo nel 1856.
Durante la spedizione dei Mille, nel maggio 1860, l'avviso fu in missione di vigilanza nel Mar Tirreno, cercando infruttuosamente di intercettare i piroscafi Piemonte e Lombardo con a bordo i volontari garibaldini.
Il 13 giugno 1860 l'avviso, al comando del barone Sivori, portò al viceammiraglio Carlo Pellion di Persano, comandante la Divisione sarda attiva nelle acque dell'Italia meridionale, una lettera da parte del Conte di Cavour che ordinava di arrestare Giuseppe Mazzini, che si riteneva partito a bordo del piroscafo Washington. Il 18 giugno l'avviso, insieme alla pirofregata ad elica Carlo Alberto, venne inviato incontro ad un convoglio, composto dai piroscafi Washington, Franklin, Oregon ed Utile e da un clipper, partito il 16 da Cagliari alla volta di Marsala con a bordo truppe di rinforzo per i garibaldini al comando di Giacomo Medici (3500 uomini, 8000 fucili e 400.000 cartucce): le due navi sarde scortarono il convoglio a Castellammare del Golfo (scelta da Persano come destinazione al posto di Marsala) e quindi si ricongiunsero con le navi di Persano il 19 giugno. Il comandante Sivori accertò inoltre che Mazzini non fosse presente a bordo di nessuna delle navi scortate a Castellammare.
A Cagliari la Spedizione Medici attese inutilmente il gruppo Corte composto del piccolo bastimento Utile e della nave Charles and Jane, catturate dalla Marina borbonica, condotti a Gaeta e successivamente rilasciati ripartiranno il 15 luglio 1860 con la nave Amazon.

Il 26 giugno il Gulnara venne inviato da Persano a Cagliari, tornandone il 29 con una lettera di Cavour ed una del governatore di Cagliari. Il 7 luglio l'avviso lasciò la Sicilia e trasportò a Genova Giuseppe La Farina, emissario di Cavour presso i Mille, allontanato da Giuseppe Garibaldi. La nave portò nell'occasione anche una lettera di Persano indirizzata a Cavour, in cui l'ammiraglio raccontava gli ultimi eventi.
Successivamente, nell'agosto 1860, il Gulnara scortò al largo di Castellammare del Golfo il piroscafo Indipendenza, che aveva a bordo altre truppe garibaldine di Giacomo Medici.
In seguito alla nascita della Regia Marina italiana, il 17 marzo 1861, il Gulnara venne iscritto nel Quadro del Naviglio della nuova forza armata, che lo adibì al servizio postale tra l'isola d'Elba e la Toscana.
Il 14 giugno 1863 il Gulnara venne riclassificato avviso a ruote di II classe.
Il 31 ottobre 1865 il Gulnara salpò da Genova e si recò a Costantinopoli, dove permase, quale stazionario, sino al maggio 1866. Negli anni successivi l'avviso disimpegnò attività ordinaria in Mar Tirreno, svolgendo in particolare crociere di sorveglianza sulle coste dello Stato Pontificio e della Sardegna per evitare tentativi garibaldini di sbarco nello Stato Pontificio.
Nell'ottobre 1867 l'unità fu utilizzata per vari rilievi idrografici nello stretto di Bonifacio, poi rimase di base a Cagliari fino all'aprile 1872. In questo lasso di tempo l'avviso, impiegato anche per usi civili, venne adibito ai primi collegamenti di linea tra Porto Torres e Genova. Il 24 agosto 1868 l'equipaggio del Gulnara partecipò all'opera di spegnimenti dell'incendio provocato dall'esplosione del polverificio di Cagliari. Il 23 febbraio 1872 la nave presenziò a Cagliari ai funerali del generale Efisio Cugia, eseguendo delle salve di saluto.
Nel maggio 1872 la nave venne inviata a Napoli nell'ambito delle operazioni di soccorso alla grave eruzione del Vesuvio. Terminata l'emergenza, la nave, tornata ancora per qualche tempo a Cagliari come stazionaria, il 1º settembre 1872 imbarcò a Livorno il Ministro dell'interno e lo portò in visita alle carceri di Porto Santo Stefano, Pianosa, Capraia e dell'isola d'Elba. Dopo la visita della Gorgona e del bagno penale di Portoferraio, l'avviso, in navigazione verso Pianosa, incappò nel mare grosso e dovette rientrare a Livorno dopo aver perso una parte del tamburo della ruota di dritta.
Il Gulnara venne quindi disarmato nell'Arsenale di Napoli restandovi sino al 1874, quando fu riportato in armamento per una crociera lungo le coste della Francia meridionale.
Piccola ed ormai obsoleta unità, l'avviso venne radiato con Regio Decreto del 31 agosto 1874 e quindi demolito.